# Villers-en-Fagne
Villers-en-Fagne (wa. Vilèfagne) – dzielnica (section) miasta Philippeville w Belgii, w Regionie Walońskim, w prowincji Namur, w okręgu Philippeville. 1 stycznia 2020 roku liczyła 222 mieszkańców. Do 31 grudnia 1976 r. samodzielna gmina. 

## Demografia
Liczba mieszkańców, stan na 1 stycznia:
| Rok                | 1930 | 1947 | 1961 | 2020 |
| ------------------ | ---- | ---- | ---- | ---- |
| Liczba mieszkańców | 178  | 172  | 173  | 222  |